# Simrothula paraensis
Simrothula paraensis is een slakkensoort uit de familie van de Veronicellidae. De wetenschappelijke naam van de soort is voor het eerst geldig gepubliceerd in 2006 door Gomes, Picanco, Mendes & Thome.